# Mondement-Montgivroux
Mondement-Montgivroux ist eine französische Gemeinde mit 28 Einwohnern (Stand 1. Januar 2022) im Département Marne in der Region Grand Est. Sie gehört zum Kanton Sézanne-Brie et Champagne und zum Arrondissement Épernay. 

## Geografie
Die Gemeinde Mondement-Montgivroux liegt zwischen der Stadt Sézanne und dem Sumpfgebiet Marais de Saint-Gond am Westrand der Trockenen Champagne.

### Nachbargemeinden
| Soizy-aux-Bois                | Oyes                                        |          |
| La Villeneuve-lès-Charleville | Kompassrose, die auf Nachbargemeinden zeigt | Reuves   |
| Lachy                         | Broyes                                      | Allemant |

## Bevölkerungsentwicklung
| Jahr                       | 1962 | 1968 | 1975 | 1982 | 1990 | 1999 | 2008 | 2018 |
| -------------------------- | ---- | ---- | ---- | ---- | ---- | ---- | ---- | ---- |
| Einwohner                  | 41   | 54   | 50   | 51   | 56   | 48   | 46   | 29   |
| Quellen: Cassini und INSEE |      |      |      |      |      |      |      |      |

## Sehenswürdigkeiten

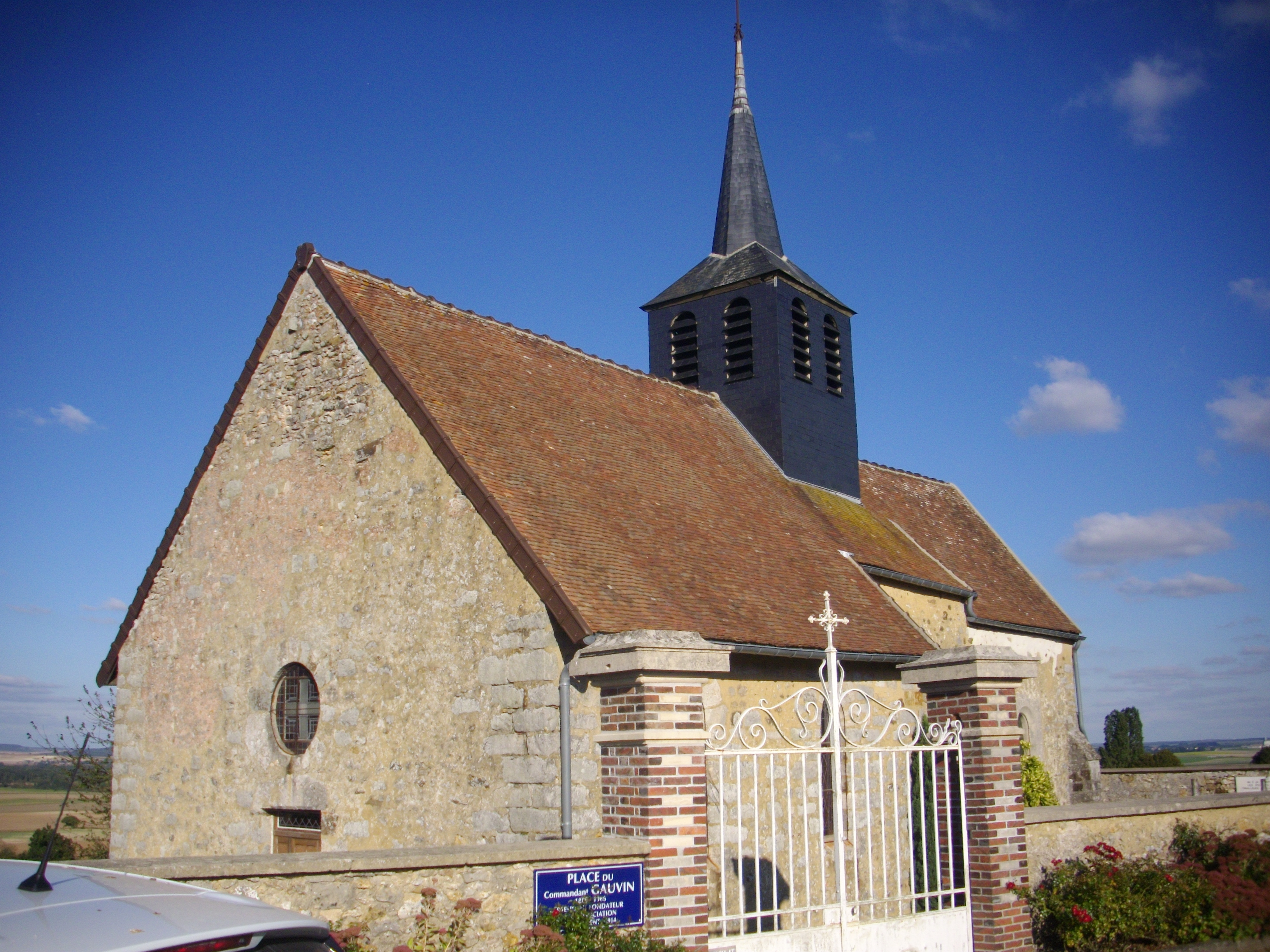
Himmelfahrtskirche in Mondement, Monument historique seit 2017
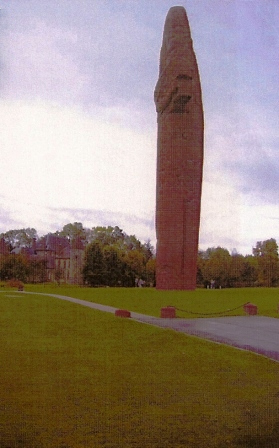
Monument national de la Victoire de la Marne (Siegesdenkmal der Ersten Marneschlacht), Monument historique seit 1991
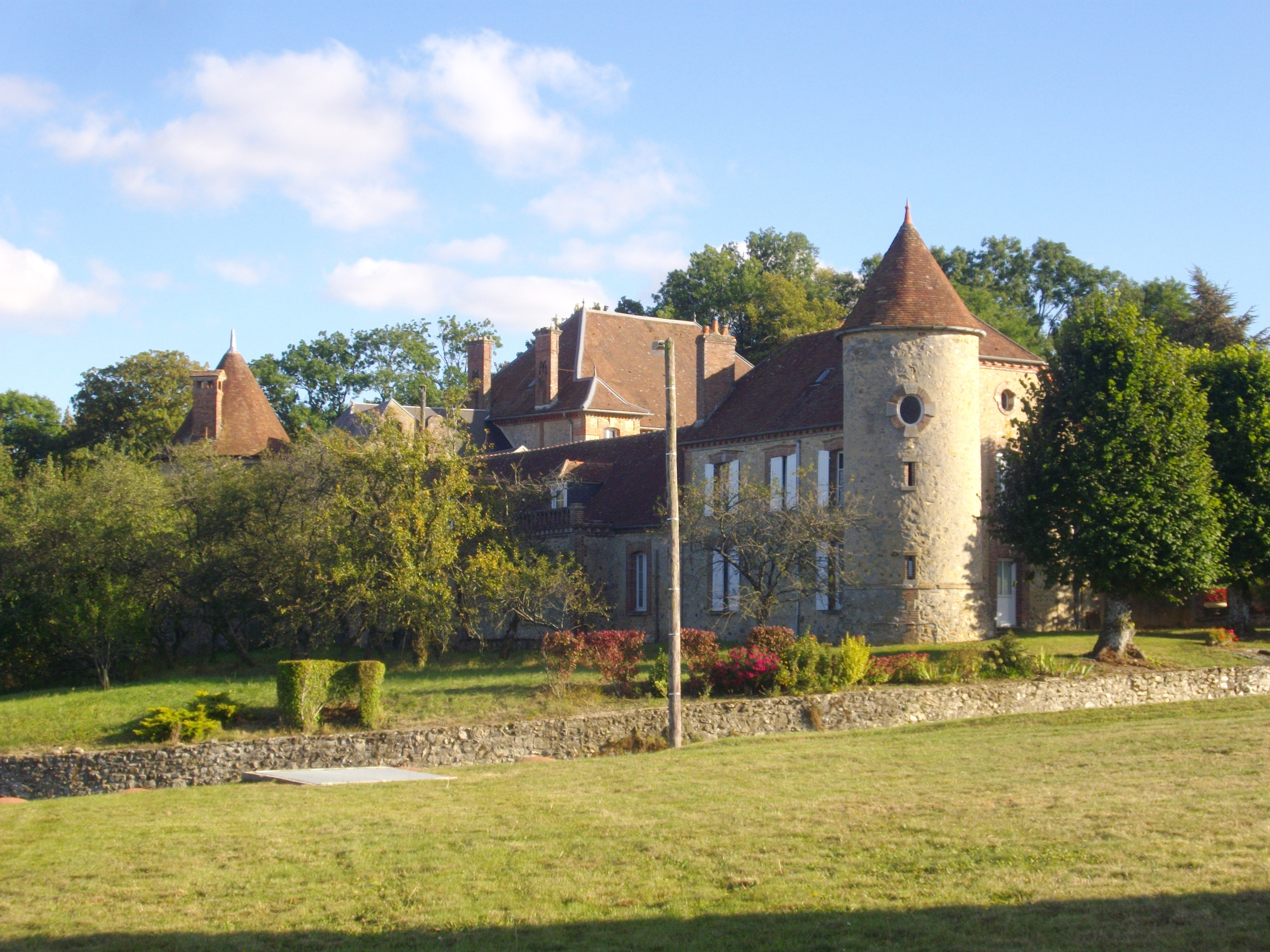
Schloss Mondement